# Prasná-upanishad

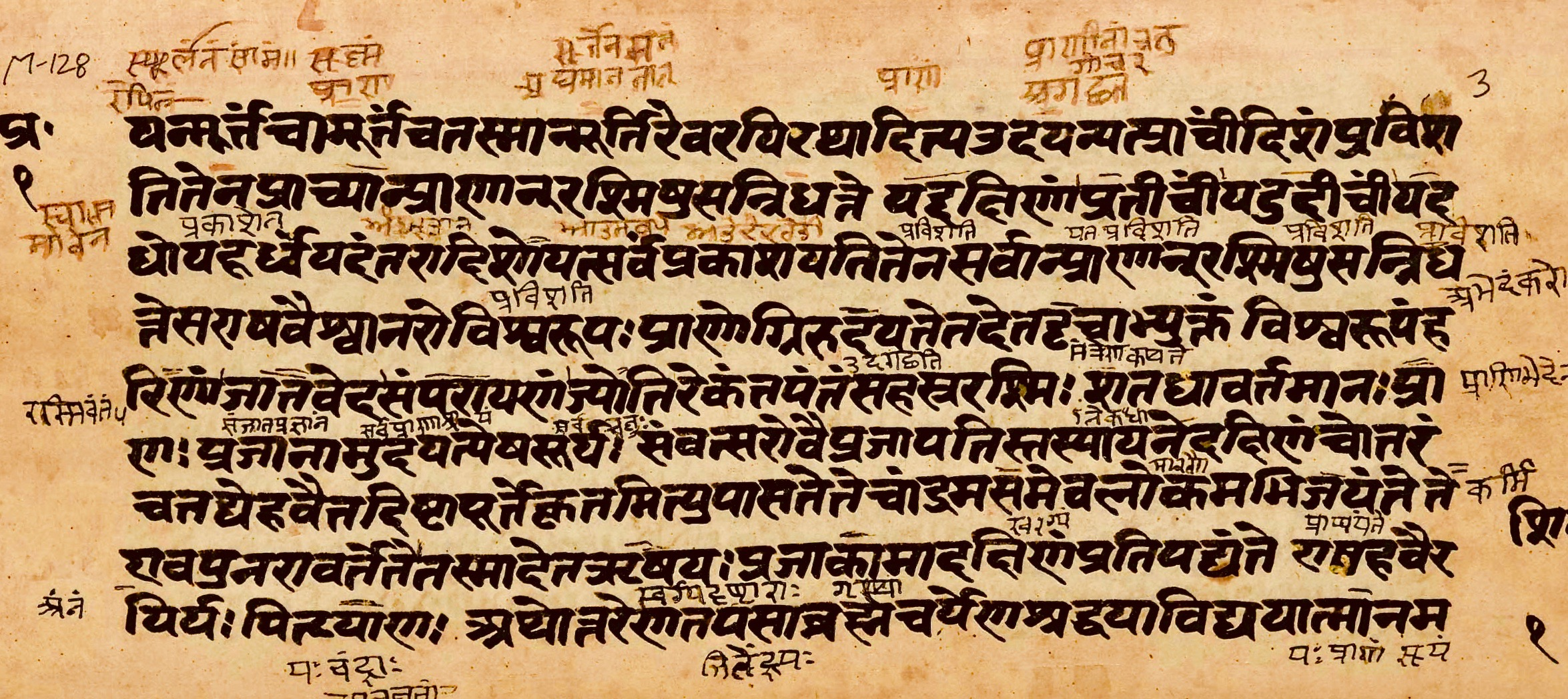
Página en manuscrito, escrita en sánscrito.

La Prasná-upanishad (escrita entre el 400 y el 200 a. C.) es una de las mayores Upanishad principales, textos religiosos del hinduismo. 
Como todas las Upanishad, es de autor anónimo.
Está asociada con el Átharva-veda (principios del I milenio a. C.).

## Etimología
- praśnopaniṣad o praśna-upaniṣad, en el sistema AITS (alfabeto internacional para la transliteración del sánscrito).
- प्रश्नोपनिषद् o प्रश्न उपनिषद् en escritura devanagari del sánscrito.
- Pronunciación: /prashnópanishad/ o /prashná upanishád/.[2]
- Etimología: ‘la Upanishad de las preguntas’.
  - praśná: ‘pregunta’
  - upa-niṣád: ‘sentarse más bajo que otro [para escuchar respetuosamente sus enseñanzas]’, siendo upa: ‘cerca, debajo’, y nishát: ‘sentarse’.

## Contexto
En la Muktika-upanishad (una de las últimas Upanishad, del siglo XI d. C., que presenta un canon de 108 Upanishades principales) figura como la número 4.
Fue comentada por el escritor Shankará Acharia (788-820).
Se trata de un Mukhya Upanishad, asociada a la Atharvaveda. Figura como número 4 en el Muktika canon de 108 Upanishads.

## Contenido
Este texto consta de seis preguntas (de ahí su nombre) y sus respuestas. Excepto la primera y la última, todas las demás preguntas son en realidad grupos de subpreguntas.
Como se narra en el comienzo de esta Upanishad, seis alumnos interesados en conocer el Brahman (la divinidad hinduista) se acercaron al sabio Pippalada y le pidieron que les aclarara sus dudas espirituales. En lugar de contestar inmediatamente, Pippalada les pidió que realizaran penitencias y fueran castos (brahmacharis) durante un año viviendo todos con él en su choza.
Al término del año, los alumnos le hicieron las preguntas al sabio, y este les respondió.
Los seis discípulos eran:
1. Kabandhi, hijo de Katia
2. Bhargava (o sea, perteneciente al linaje de los Bhrigus), del país de Vidarbha
3. Kaushalia, hijo de Ashuala
4. Sauriaianí Garguia (o sea, descendiente de Garga).
5. Satiakama Shaibia (o sea, descendiente de Shibi).
6. Sukesha, hijo de Bharad Vaya

### Las preguntas
Kabandhi hace la primera pregunta, acerca de la causa del universo.
Bhargava hace la segunda pregunta, acerca de cuál es el dios principal que mantiene los órganos del ser humano.
Kaushalia hace la tercera pregunta, acerca del origen y el funcionamiento del prana (aire inspirado, que ―según los hinduistas― genera energía y vida).
Sauriaianí hace la cuarta pregunta, acerca del mundo de los sueños.
La quinta pregunta es sobre los resultados que se obtendrían por meditar en la santa sílaba om.
La sexta y última pregunta es sobre quién creó el mundo conocido, quién es Shodashakala Púrusha (el Varón con dieciséis signos de la vida).